# حسين عشيش
حسين عشيش (ولد في 6 أغسطس 1995) هو رياضي أردني ولاعب المنتخب الوطني الأردني للملاكمة، وأحد منتسبي قوات الدرك الأردنية. بدأ في ممارسة الملاكمة بمركز شباب الأردن في مخيم البقعة وإنضم إلى صفوف المنتخب الأردني للمرة الأولى عام 2009، وهو أخ الملاكم زياد عشيش.
مثل الأردن في دورة الألعاب الأولمبية التي أقيمت في ريو دي جانيرو عام 2016، وكان حامل العلم الأردني في حفل الافتتاح.

## مسيرته الرياضية
شارك حسين عشيش لأول مرة في الأولمبياد سنة 2016 في ريو دي جانيرو ضمن فئة (وزن فوق 91 كغم)، حيث فاز في أولى مبارياته في الدور ال16على اللاعب الروماني ميهاي نيستور بنتيجة 2-1 وتأهل إلى الدور ربع النهائي، ولكنه خسر أمام منافسه الفرنسي توني يوكا (الذي حصل على الذهبية) بنتيجة 3-0 وخرج من البطولة وحل في المركز الخامس في الترتيب.
حقق حسين عشيش 3 ميداليات برونزية في بطولات آسيا للملاكمة سنة 2016 في تايلاند، وسنة 2017 في أوزبكستان، وسنة 2019 في تايلاند. ونال كذلك برونزية بطولة ألعاب التضامن الإسلامي في أذربيجان عام 2016، وذهبية اللقاء بين أفضل لاعب بآسيا مع أفضل لاعب بأوروبا في التشيك عام 2019، وذهبية بطولة العالم التجريبية في قطر عام 2015، وبرونزية بطولة آسيا للشباب في الفلبين عام 2013، والمركز الخامس في بطولة العالم في روسيا عام 2018، وغيرها من الميداليات الملونة في البطولات المفتوحة.

## وصلات خارجية
- ً حسين عشيش على موقع بوكس ريك (الإنجليزية) (registration required)
- حسين عشيش على موقع اللجنة الأولمبية الدولية (الإنجليزية)
- حسين عشيش على موقع أوليمبيديا (الإنجليزية)